# Мужская сборная Польши по баскетболу

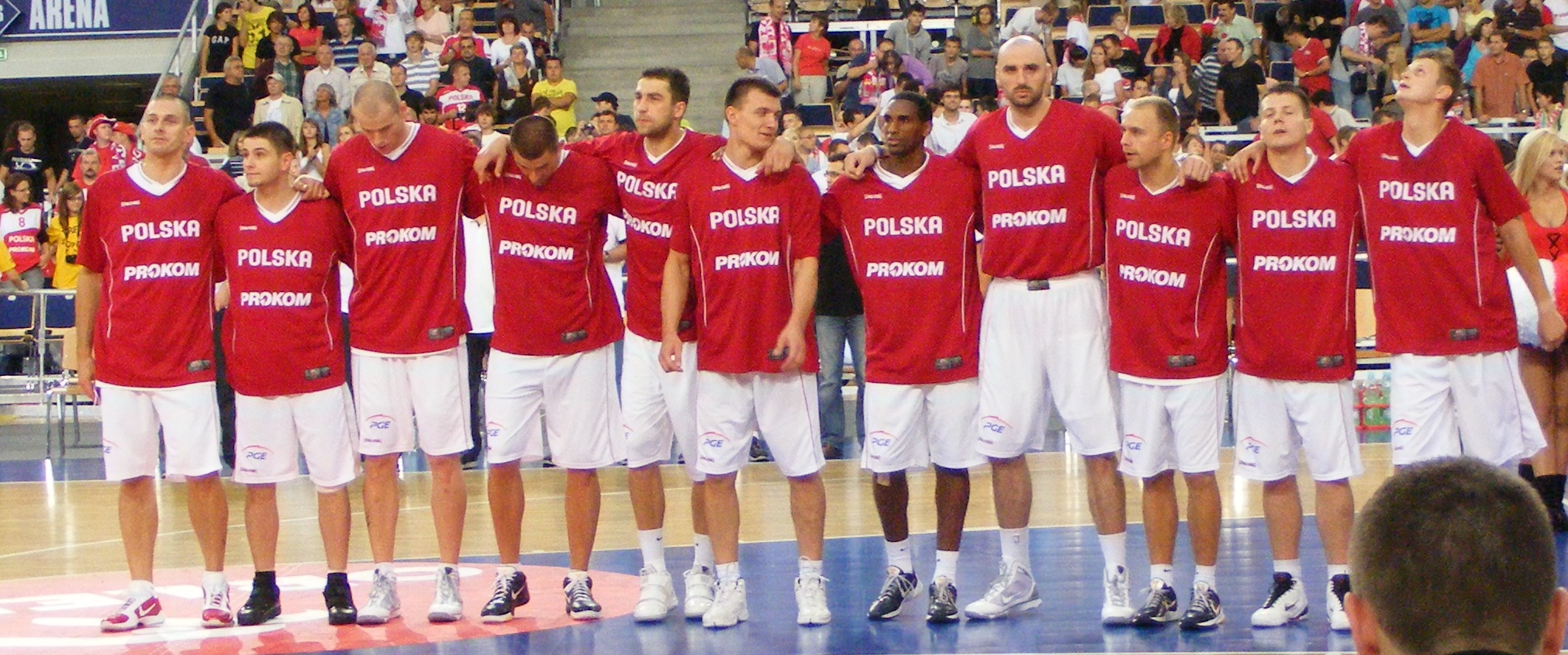
Сборная Польши перед отборочным матчем Евробаскета-2011 против Грузии

Мужская сборная Польши по баскетболу — национальная команда Польши, представляющая свою страну на чемпионатах Европы и мира. 28 раз появлялась на чемпионатах Европы и всего один раз на чемпионатах мира, свои медали завоёвывала преимущественно в 1960-е (две бронзовые награды и одна серебряная). В 1997 году выбыла из высшего дивизиона Европы, но вернулась туда в 2007 году. Собирается под руководством Польского баскетбольного союза.

## Состав
| Перейти к шаблону «Состав сборной Польши по баскетболу» | Состав сборной Польши по баскетболу |  |

| Поз. | №  | Имя                      | Дата рождения (возраст)   | Рост   | Клуб             |
| ---- | -- | ------------------------ | ------------------------- | ------ | ---------------- |
| Ц    | 2  | Александер Бальцеровский | 19 ноября 2000 (24 года)  | 215 см | Гран-Канария     |
| ЛФ   | 3  | Михал Соколовский        | 11 декабря 1992 (32 года) | 196 см | Зелёна-Гура      |
| ТФ   | 5  | Аарон Цель               | 4 марта 1987 (38 лет)     | 205 см | Торунь           |
| РЗ   | 6  | Эй-Джей Слотер           | 3 августа 1987 (37 лет)   | 191 см | Бетис            |
| АЗ   | 9  | Матеуш Понитка           | 29 августа 1993 (31 год)  | 198 см | Локомотив-Кубань |
| ЛФ   | 12 | Адам Вачиньский          | 15 октября 1989 (35 лет)  | 195 см | Малага           |
| Ц    | 13 | Доминик Олейничак        | 1 июля 1996 (28 лет)      | 208 см | Оле Мисс Ребелс  |
| РЗ   | 15 | Камил Лачиньский         | 17 апреля 1989 (35 лет)   | 183 см | Анвил            |
| АЗ   | 33 | Кароль Грушецкий         | 4 ноября 1989 (35 лет)    | 196 см | Торунь           |
| Ц    | 34 | Адам Хрицанюк            | 15 марта 1984 (41 год)    | 206 см | Арка             |
| РЗ   | 55 | Лукаш Кошарек            | 12 января 1984 (41 год)   | 187 см | Зелёна-Гура      |
| ТФ   | 77 | Дамян Кулиг              | 23 июня 1987 (37 лет)     | 206 см | Истанбул ББ      |

## Статистика
| - 1936 4-е - 1960 7-е - 1964 6-е - 1968 6-е - 1972 10-е - 1980 7-е - 1967: 5-е - 2019: 8-е | - 1937 4-е - 1939 3-е - 1946 9-е - 1947 6-е - 1955 5-е - 1957 7-е - 1959 6-е - 1961 9-е - 1963 2-е - 1965 3-е - 1967 3-е - 1969 4-е - 1971 4-е | - 1973 12-е - 1975 8-е - 1979 7-е - 1981 7-е - 1983 9-е - 1985 11-е - 1987 7-е - 1991 7-е - 1997 7-е - 2007 13-е - 2009 9-е - 2011 17-е - 2013 21-е - 2015 11-е - 2017 18-е - 2022 4-е |